# فضل المطيع لله
أمِيرُ اَلْمُؤْمِنِين وَخَلِيفَةُ المُسْلِمِين أبُو القاسِم الفَضْل المُطيع لله بن جَعْفَر المُقْتَدِر بن أحمَد المُعْتَضِد بن طَلحة المُوفَّق بن جَعْفَر المُتَوكِّل اَلْعَبَّاسِي اَلْهَاشِمِيِّ اَلْقُرَشِيِّ (301 - 363 هـ / 914 - 974 م)، المعرُوف اختصارًا باسم المُطيع أو المُطيع لله، هو الخليفة الثَّالِث والعُشْرُون من خُلفاء بَني العبَّاس. ولد سنة 301 هـ. بويع له بالخلافة عند خلع المستكفي بالله سنة 334 هـ، وظل بالخلافة حتى سنة 363 هـ، حتى مرض وثقل لسانه، فخلع نفسه من الخلافة بإرادته من دون إكراه، وسلم الأمر إلى ولده الطائع لله، وصلت مدة خلافته لتسع وعشرين سنة وعدة أشهر. مات المطيع في سنة 364 هـ.